# 克利尔莱克 (南达科他州)
克利尔莱克（英語：Clear Lake），是美国南达科他州下属的一座城市。根据2010年美国人口普查，该市有人口1,272人。论人口在本州排行第49。